# Route nationale 12a (Madagaskar)
Route Nationale 12a (RN 12) is een nationale weg in Madagaskar van 238 kilometer, de weg loopt van Tôlanaro naar Vangaindrano langs de Oostkust van Madagaskar. De weg is gelegen in de regio's Toliara en Atsimo-Atsinanana.
De weg verkeert in een slechte staat, voornamelijk tijdens regenbuien is hij zeer moeilijk berijdbaar. De Europese Unie plant in de toekomst te helpen de weg te renoveren om de kwaliteit ervan te verbeteren.